# AFN Munich

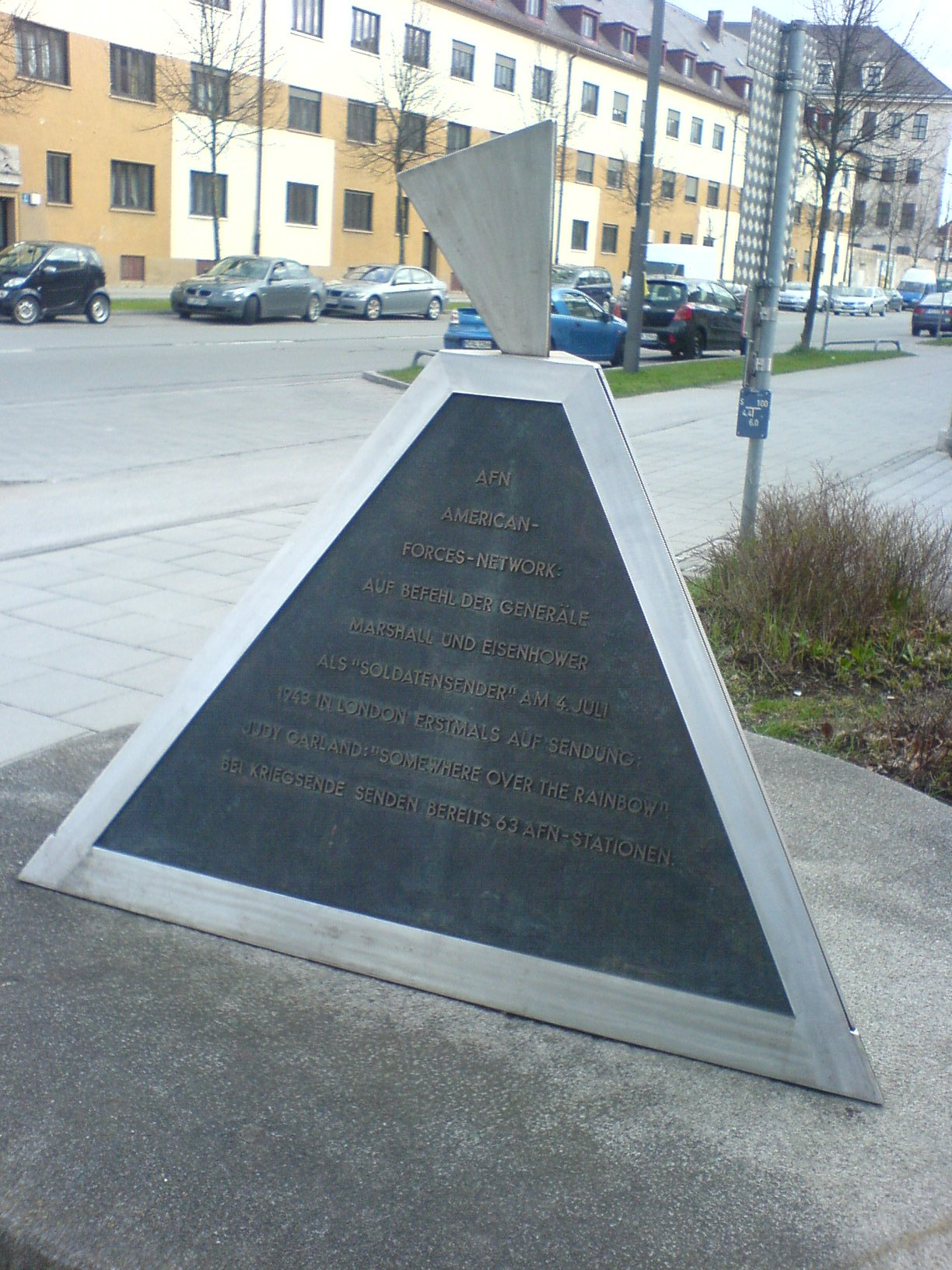
„AFN-Pyramide“ in der Nähe der ehem. McGraw-Kaserne in München

AFN Munich war ein US-amerikanischer Soldatensender in Deutschland mit Sitz in München und Teil des American Forces Network.

## Geschichte
AFN Munich war der erste Soldatensender in Deutschland nach dem Zweiten Weltkrieg. Er nahm seinen Betrieb mit einem mobilen Sender am 10. Juni 1945 auf. Als Sitz diente die Kaulbach-Villa in München, die nach dem Krieg unbeschädigt war und unter anderem über ein Rundfunkstudio mit direkter Anbindung zum Sender Ismaning verfügte.
Der Sender begann seine Ausstrahlung mit den Worten „Good morning! This is AFN Munich, the voice of the 7th Army!“ (Guten Morgen! Dies ist AFN Munich, die Stimme der 7. Armee!) In der Nacht zuvor übernahm allerdings die 3. US-Armee die Kontrolle über München. George S. Patton soll über diesen Fehler so erzürnt gewesen sein, dass er die sofortige Verurteilung des verantwortlichen Soldaten vor einem Kriegsgericht verlangte.
AFN Munich war unter anderem verantwortlich für die Aufzeichnung und Ausstrahlung der Nürnberger Prozesse. Die knapp 2000 Tonbänder, die hierbei entstanden, sind heute im Nationalarchiv der Vereinigten Staaten aufbewahrt.
Im November 1984 räumte AFN Munich die Kaulbach-Villa und zog in ein vormals von der Bundeswehr genutztes Gebäude in der Kaulbachstraße 45 um. Nach Ende des Kalten Krieges räumten die Amerikaner ihre Garnisonen in München und AFN Munich stellte am 14. Februar 1992 den Sendebetrieb ein. Augsburg wurde noch bis 1998 von Würzburg aus versorgt.

## Deutsche Hörerschaft

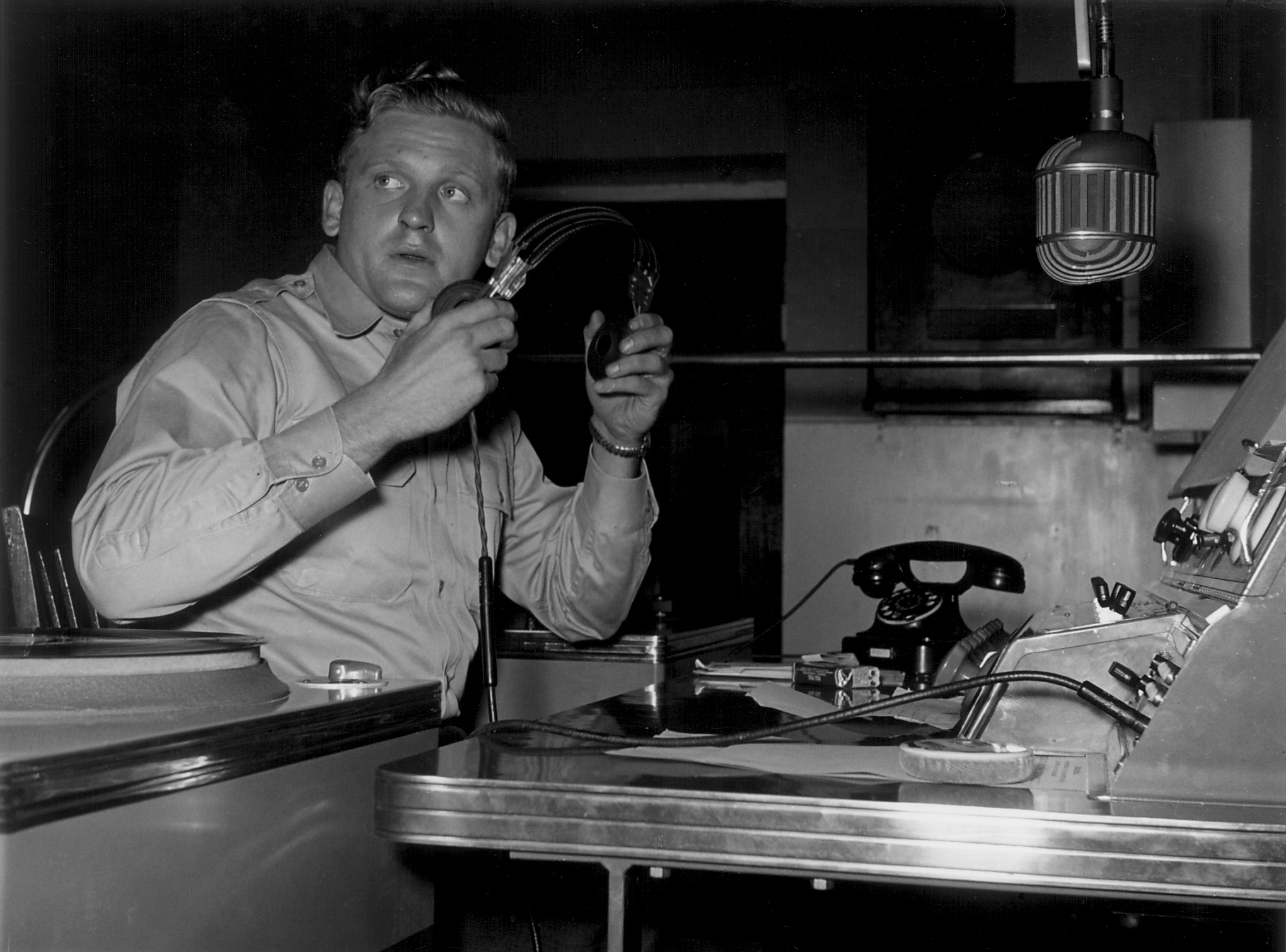
DJ Bill Higgenbotham während der Sendung „Luncheon in Munchen“ am 27. August 1953

Der AFN war in den 1950er Jahren beim deutschen Publikum sehr populär, insbesondere die Musiksendungen, wie „Luncheon in Munchen“, „Hillbilly Guesthouse“, „Stickbuddy Jamboree“ oder „Bouncing in Bavaria“. Das lag an der Auswahl der amerikanischen Musiktitel, die während der NS-Zeit verboten waren und die damals im deutschen Rundfunk nicht oder kaum zu hören waren, sowie an der lockeren Art der Ansage ohne Manuskript (einen Redakteur gab es nicht).

## Ausstattung der Studios
Die Sendestudios von AFN Munich waren ausgestattet mit zwei Turntables (40 cm-Plattenspielern) zu beiden Seiten des DJ, einem großen Mikrophon und einem Mischpult. Der DJ machte alles selbst, er suchte die Platten aus, legte sie auf und sprach die verbindenden Texte, zuweilen zitierte er aus Hörerzuschriften. Es gab auch ein schweres AEG-Telefunken Magnetophon. Damit konnte eine Sendung am Vortag aufgezeichnet werden, was dem DJ einen freien Tag oder ein verlängertes Wochenende ermöglichte. Zur Sendezeit wurde dann das Band von einem anderen DJ oder vom diensthabenden (deutschen) Techniker abgespielt.

## Empfang
AFN Munich konnte im südbayerischen Raum auf der Frequenz 100,0 MHz vom Sender Welden bei Augsburg empfangen werden. Eine eigene UKW-Frequenz in München gab es nie. Es war zwar geplant, die Frequenz 107,2 MHz mit einer Leistung von 10 kW vom Sender Ismaning in Betrieb zu nehmen, dazu kam es aber durch den Abzug der amerikanischen Truppen nicht mehr.
Auf der Mittelwelle war das Programm auf der Frequenz 1107 kHz vom Sender Ismaning zu empfangen. In Augsburg strahlte der Mittelwellensender Augsburg das Programm auf der Frequenz 1485 kHz aus.